# Australische Gebärdensprache
Die Australische Gebärdensprache (engl. Australien Sign Language, kurz Auslan) ist die Gebärdensprache in Australien. Trevor Johnsten entdeckte in den 1980er diese Sprache. Auslan ist mit der British Sign Language und Neuseeländischen Gebärdensprache verwandt und gehört somit zu den Britischen Gebärdensprachen. Sie wurde auch von der Irish Sign Language (ISL) und American Sign Language (ASL) beeinflusst.
Grammatik und Wortschatz von Auslan haben einen deutlichen Unterschied zum Englischen. Sie ist eine natürliche Sprache, welche spontan entstanden ist und sich im Laufe der Zeit verändert hat.